# Associação Naval 1º de Maio 2012-2013
Questa voce raccoglie le informazioni riguardanti l'Associação Naval 1º de Maiob nelle competizioni ufficiali della stagione 2012-2013. 

## Rosa
| N. |                       | Ruolo | Calciatore     |
| -- | --------------------- | ----- | -------------- |
| 1  | Brasile (bandiera)    | P     | Guilherme      |
| 2  | Portogallo (bandiera) | D     | Tiago Mesquita |
| 3  | Angola (bandiera)     | D     | Raúl Martins   |
| 4  | Portogallo (bandiera) | D     | Diogo Vila     |
| 5  | Portogallo (bandiera) | D     | João Diogo     |
| 7  | Portogallo (bandiera) | D     | Carlitos       |
| 8  | Portogallo (bandiera) | C     | Filipe Melo    |
| 9  | Portogallo (bandiera) | A     | Roberto        |
| 10 | Portogallo (bandiera) | C     | João Martins   |
| 11 | Portogallo (bandiera) | A     | Tiago Cerveira |
| 12 | Portogallo (bandiera) | D     | Diogo Silva    |
| 13 | Portogallo (bandiera) | P     | Ricardo Neves  |
| 15 | Francia (bandiera)    | D     | Tikito         |

| N. |                         | Ruolo | Calciatore      |
| -- | ----------------------- | ----- | --------------- |
| 18 | Zimbabwe (bandiera)     | D     | Eusébio         |
| 19 | Burkina Faso (bandiera) | C     | Djibril         |
| 22 | Brasile (bandiera)      | D     | Léo Bonfim      |
| 23 | Portogallo (bandiera)   | A     | André Carvalhas |
| 24 | Portogallo (bandiera)   | D     | Luis Tinoco     |
| 26 | Brasile (bandiera)      | A     | Rômulo Santos   |
| 27 | Portogallo (bandiera)   | C     | André Fontes    |
| 28 | Portogallo (bandiera)   | C     | Paulo Regula    |
| 29 | Mozambico (bandiera)    | C     | Telinho         |
| 33 | Portogallo (bandiera)   | P     | Vítor Nogueira  |
| 34 | Capo Verde (bandiera)   | A     | Pedro Moreira   |
| 37 | Portogallo (bandiera)   | D     | Vítor Alves     |